# Новеллы Мопассана
«Нове́ллы Мопасса́на» (фр. Chez Maupassant) — 24-серийный драматический телесериал-антология, выпущенный в 2007—2011 годах во Франции на телеканале France 2 и являющийся экранизацией новелл, повестей и рассказов французского писателя Ги де Мопассана.

## Сюжетная композиция сериала
Телесериал—антология, состоящий из 24 серий, из 3 сезонов: 12 серий по 60 минут и 12 серий по 30 минут. Каждая серия является экранизацией одной  новеллы, повести или рассказа французского писателя XIX века Ги де Мопассана. Все серии  снимали разные режиссёры  — от такого признанного мастера французской режиссуры, как Клод Шаброль,  до менее известных или начинающих режиссёров, таких, как, например, Жак Сантамария, Жак Руффио, Лоран Эйнеман, Жерар Журдюи, Дени Мальваль, Марк Ривьер, Оливье Шацки, Жан-Даниэль Верхог, Филипп Беранже, Филипп Монье, и других. Во всех сериях роли исполняли разные актёры — от таких известных французских актёров, как Жан Рошфор, Сесиль де Франс, Мари-Анн Шазель, Цилла Шелтон, Анн Парийо,  Филипп Торретон, Эдди Митчелл, до  начинающих или малоизвестных исполнителей, таких, как, например, Мари Кремер, Тома Шаброль, Ана Жирардо, Жюльен Рошфор, Мари Денарно, Жереми Ренье, Марианна Басле, и многих других. Сценарий написали романист Филипп Клодель,  режиссёры Жан-Шарль Таккелла, Лоран Эйнеман, Жерар Журдюи и Жак Сантамария, сценаристы Жан Космо, Энн Андрей и Пьер Леччия. Операторы: Брюно Прива, Ив Лафайе и Роберто Вентури. Художники-постановщики по декорациям: Режи Николино и Стефан Баг. Художники-постановщики:  Фредерик Дюру и Жоффруа Ларше.  Художники по костюмам:  Аньес Негре и Сильви Де Сегонзак.  Экранизации поставлены близко к литературным первоисточникам без вольных отступлений от сюжетов, в сериале воссоздана атмосфера XIX века Франции.

### Первый сезон (2007)
| Дата релиза   | № серии | Русское название           | Оригинальное название           | Режиссёр       | Основные исполнители                       | Длительность |
| ------------- | ------- | -------------------------- | ------------------------------- | -------------- | ------------------------------------------ | ------------ |
| 6 марта 2007  | 1 (1-1) | «История служанки с фермы» | «Histoire d'une fille de ferme» | Дени Мальваль  | Мари Кремер, Оливье Маршаль                | 60 мин.      |
| 6 марта 2007  | 2 (1-2) | «Ожерелье»                 | «La Parure»                     | Клод Шаброль   | Сесиль де Франс, Тома Шаброль              | 30 мин.      |
| 13 марта 2007 | 3 (1-3) | «Наследство»               | «L'Héritage»                    | Лоран Эйнеман  | Эдди Митчелл, Хлое Ламбер                  | 60 мин.      |
| 13 марта 2007 | 4 (1-4) | «Два друга»                | «Deux amis»                     | Жерар Журдюи   | Филипп Торретон, Бруно Пуцулу              | 30 мин.      |
| 20 марта 2007 | 5 (1-5) | «Отец Амабль»              | «Le Père Amable»                | Оливье Шацки   | Фред Улисс, Селин Саллет, Мануэль Ле Льевр | 60 мин.      |
| 20 марта 2007 | 6 (1-6) | «Ото: отец и сын»          | «Hautot père et fils»           | Марк Ривьер    | Жан Рошфор, Жюльен Рошфор, Мари Денарно    | 30 мин.      |
| 27 марта 2007 | 7 (1-7) | «Мисс Гарриет»             | «Miss Harriet»                  | Жак Руффио     | Жереми Ренье, Лаура Киллинг                | 60 мин.      |
| 27 марта 2007 | 8 (1-8) | «Туан»                     | «Toine»                         | Жак Сантамария | Жоэль Демарти, Анн Плюме                   | 30 мин.      |

### Второй сезон (2008)
| Дата релиза   | № серии  | Русское название          | Оригинальное название        | Режиссёр           | Основные исполнители                         | Длительность |
| ------------- | -------- | ------------------------- | ---------------------------- | ------------------ | -------------------------------------------- | ------------ |
| 4 марта 2008  | 9 (2-1)  | «Избранник госпожи Юссон» | «Le Rosier de Madame Husson» | Дени Мальваль      | Мари-Анн Шазель, Жюльен Котро                | 60 мин.      |
| 4 марта 2008  | 10 (2-2) | «Друг Жозеф»              | «L'Ami Joseph»               | Жерар Журдюи       | Режи Лапале, Эвелин Буа                      | 30 мин.      |
| 11 марта 2008 | 11 (2-3) | «В полях»                 | «Aux champs»                 | Оливье Шацки       | Марианна Басле, Гийом Гюи                    | 60 мин.      |
| 11 марта 2008 | 12 (2-4) | «Бочонок»                 | «Le Petit Fût»               | Клод Шаброль       | Франсуа Берлеан, Цилла Шелтон                | 30 мин.      |
| 18 марта 2008 | 13 (2-5) | «Эта свинья Морен»        | «Ce cochon de Morin»         | Лоран Эйнеман      | Жюльен Буасселье, Дидье Бенюро               | 60 мин.      |
| 18 марта 2008 | 14 (2-6) | «Новоселье» («Вечером»)   | «Une soirée»                 | Филипп Монье       | Тьерри Фремон, Клеман Сибони                 | 30 мин.      |
| 25 марта 2008 | 15 (2-7) | «Комната № 11»            | «La Chambre 11»              | Жак Сантамария     | Клотильда Коро, Венсан Мартинес, Лоран Жерра | 60 мин.      |
| 25 марта 2008 | 16 (2-8) | «Кровать» («На кровати»)  | «Au bord du lit»             | Жан-Даниэль Верхог | Франсуаза Гийяр, Дени Подалидес              | 30 мин.      |

### Третий сезон (2011)
| Дата релиза    | № серии  | Русское название      | Оригинальное название     | Режиссёр           | Основные исполнители                                       | Длительность |
| -------------- | -------- | --------------------- | ------------------------- | ------------------ | ---------------------------------------------------------- | ------------ |
| 27 апреля 2011 | 17 (3-1) | «Пышка»               | «Boule de suif»           | Филипп Беранже     | Марилу Берри, Даниэль Руссо, Сандрин Дюма                  | 60 мин.      |
| 27 апреля 2011 | 18 (3-2) | «Мой дядя Состен»     | «Mon oncle Sosthène»      | Жерар Журдюи       | Жан-Пьер Мариэль, Лоран Стокер, Энни Грегорио, Роберт Хирш | 30 мин.      |
| 4 мая 2011     | 19 (3-3) | «Иветта»              | «Yvette»                  | Оливье Шацки       | Анн Парийо, Ана Жирардо, Фелисьен Юттнер, Софи Артур       | 60 мин.      |
| 4 мая 2011     | 20 (3-4) | «Дело мадам Люно»     | «Le Cas de madame Luneau» | Филипп Беранже     | Жюли Феррье, Джудит Генри, Филипп Шевалье                  | 30 мин.      |
| 11 мая 2011    | 21 (3-5) | «Убийца»              | «L'Assassin»              | Лоран Эйнеман      | Пьер Палмад, Артур Жюно, Мишель Виллермо, Аврора Отёй      | 60 мин.      |
| 11 мая 2011    | 22 (3-6) | «Семья»               | «En famille»              | Дени Мальваль      | Мари-Анн Шазель, Бруно Лоше, Франсуаза Бертен              | 30 мин.      |
| 18 мая 2011    | 23 (3-7) | «Загородная прогулка» | «Une partie de campagne»  | Жан-Даниэль Верхог | Кристиана Реали, Патрик Шене, Полина Аскар, Авраам Белага  | 60 мин.      |
| 18 мая 2011    | 24 (3-8) | «Старик»              | «Le Vieux»                | Жак Сантамария     | Доминик де Лакот, Франсис Перрен, Жак Помье                | 30 мин.      |

## Награды
- 2008 — Приз зрительских симпатий за лучший телевизионный сериал сезона  2007/2008 гг. на Фестивале телевизионной драмы в Ла-Рошели.

## Трансляция по телевидению
- Премьера телесериала состоялась во Франции на телеканале France 2 с 6 марта 2007 года по 18 мая 2011 года.
- Сериал транслировался по телевидению США и в Латинской Америке на «Евроканале».
- Сериал демонстрировался по российскому телеканалу «Культура» с профессиональным переводом и озвучиванием на русский язык.

## Издание на видео
- Во Франции, а также во многих странах, сериал выпущен на DVD.
- В России 17 марта 2011 года фирмой «Cinema Prestige» выпущены на DVD первые два сезона сериала.